# ژرژ پوله

## زندگی‌نامه
ژرژ پوله (به فرانسوی: Georges Poulet) در ۲۹ نوامبر ۱۹۰۲ در شهر لیژ بلژیک متولد شد و در ۳۱ دسامبر ۱۹۹۱ در بروکسل چشم از جهان فروبست.

او پس از تدریس در دانشگاه‌های ادمبورگ و سپس ژان هاپلینز بالتیمور، از سال‌های ۱۹۵۷ تا ۱۹۶۹ به تدریس در دانشگاه زوریخ مشغول می‌شود و از همان‌جا عضویت خود را به «مکتب ژنو» اعلام می‌دارد، نامی که او خود بر آن می‌گذارد تا صحه بر آرا و نظریات دوستانش همچون مارسل ریموند، ژان روسه و ژان استاروبنسکی بگذارد.

هر چند پوله دیر شروع به نگارش و چاپ آثار خود کرد اما شمار کتاب‌های مهم او به حدی بود که بسیاری از منقدان او را منشأ رواج افکار نو و تحول اندیشه در قرن بیستم به حساب می‌آورند. او با انتشار آثار خود گام مهمی در جهت احیا نقد ادبی و نفی نقد سنتی و دانشگاهی برداشت و همین مسئله سبب شد بسیاری تولد نقد نو را متأثر از افکار و اندیشه‌های او بدانند.

## مطالعاتی در خصوص زمان انسانی
مطالعاتی در خصوص زمان انسانی که از جمله آثار مهم پوله محسوب می‌شود، تحقیق بسیار گسترده‌ای است در خصوص طرق متفاوت درک زمان در نویسندگان اعصار مختلف. انتشار این کتاب در پاریس باعث شد منتقدین بزرگی چون ژان-ژاک روسو، بگن و تادو، این اثر را رویداد بزرگ ادبی محسوب نموده و از آن تجلیل بسیار عمل آورند. بعضی از نویسندگان، این اثر را به دلیل پرداختن به مسئله زمان و درک آن نزد نویسندگان مختلف به عنوان اولین تحقیق و مطالعه گسترده در خصوص زمان مورد ستایش قرار دادند و برخی دیگر صحه بر تجزیه و تحلیل‌های باریک بینانهٔ فلسفی آن گذاشته و از آن استقبال کردند.

این اثر شامل چهار جلد است که پوله از جلد دوم به بعد با دادن عنوان فرعی به آن‌ها وجه غالب دور نمای مضمونی اثر را مشخص می‌نماید. عنوان‌های فرعی این ۳ جلد به ترتیب عبارتند از: فاصله‌های درونی (به فرانسوی: Le distance intérieure)، نقطه شروع (به فرانسوی: Le point de départ) و اندازه لحظه (به فرانسوی: Le mesure de l'instant).

## فضای پروستی
در «فضای پروستی» پوله به جای پرداختن به قرون متفاوت و پی‌گیری تفاوت‌های معنایی در یک تصویر و صورت فضایی در گذر زمان، در تنها یک اثر اما از خلال تصویرهای متفاوت به جستجوی ویژگی و بداعت درک فضایی خالق اثر می‌پردازد. پوله اعتقاد دارد اثر مارسل پروست، «در جستجوی زمان از دست رفته»، نه تنها جستجوی زمان از دست رفته‌است، بلکه به نوعی جستجوی فضای از دست رفته نیز می‌باشد. سپس پوله بداعت در درک فضایی پروست را در این می‌داند که در اثر به نوعی با فضایی کردن زمان متوجه می‌شویم. تصاویر مربوط به دوره‌های متفاوت در ذهن راوی به جای اینکه با فاصله و بر اساس زمانی که تداعی می‌کنند بر هم انباشت شوند، به شکل همزمان در کنار یکدیگر قرار می‌گیرند و همچنان در ذهن راوی هویت افراد با درک فضایی که این افراد در آن فضاها دررفت‌وآمد بوده‌اند گره می‌خورد.

## آثار
- مطالعاتی در خصوص زمان انسانی (به فرانسوی: L'étude sur le temps humain)، (به انگلیسی: Studies in Human Time)
- آگاهی نقد (به فرانسوی: La conscience critique)
- فضای پروستی  (به فرانسوی: L'espace proustien)، (به انگلیسی: Proustian Space)
- استحاله‌های دایره (به فرانسوی: Les métamorphoses du cercle)، (به انگلیسی: Metamorphoses of the Circle)
- سه مقاله در خصوص اسطوره‌شناسی رمانتیک (به فرانسوی: Trois Essais de mythologie romantique)
- بودلر که بود؟ (به فرانسوی: ?Qui était Baudelaire)، (به انگلیسی: ?Who Was Baudelaire)
- شعر به هم ریخته، بودلر و رمبو (به فرانسوی: La poésie éclatée: Baudelaire - Rimbaud)، (به انگلیسی: Exploding Poetry: Baudelaire/Rimbaud)
- بین من و من، مجموعه مقاله‌هایی در خصوص آگاهی خویش (به فرانسوی: Essais critiques sur la conscience de soi)، (به انگلیسی: Entre moi et moi)